# Gizela Niedurny
Gizela Niedurny (obecnie Zygadło) (ur. 31 stycznia 1939 w Nowym Bytomiu) – gimnastyczka.
Wychowanka Pogoni Nowy Bytom (Ruda Śląska), w latach 1950 – 1968 trenowała pod okiem Jerzego Dziuby. Była wielokrotną mistrzynią kraju i czterdziestojednokrotną reprezentantką Polski w latach (1957 – 1967), a także olimpijką z Rzymu (1960) i Tokio (1964), gdzie zajęła odpowiednio 37. i 56. miejsce.
Obecnie mieszka w Niemczech.